# Nitrit
Nitrit je anion, sestavljen iz enega atoma dušika (N) in dveh negativno nabitih atomov kisika (O). Formula za nitrit je NO2-. Glede na situacijo si ga lahko predstavljamo kot sol ali ester dušikove kisline.
Za človeka, predvsem pa za otroke, predstavljajo nitriti veliko nevarnost - so strupeni in v določenih primerih povzročajo smrt.
Zgledi
- HNO2  - dušikova kislina
- NaNO2 - natrijev nitrit
- CH3NO2 - metilni nitrit

## Anorganski nitriti
V anorganski kemiji so nitriti soli dušikove kisline HNO2. Vsebujejo nitritove ione NO2-. Sintetizirani nitriti alkalijskih in zemljoalkalijskih kovin lahko povzročijo reakcijo mešanice dušikovega monoksida (NO) in dušikovega dioksida (NO2), z ustrezno kovino hidroksid, kot tudi s pomočjo termične razgradnje ustreznega nitrita. Drugi nitriti so na voljo preko zmanjšanja ustreznega nitrita.
Natrijev nitrit se uporablja za zorenje mesa, ker preprečuje rast bakterij. V reakciji z mesnim mioglobinom daje proizvodu zaželeno temno rdečo barvo. Zaradi strupenosti nitrita je pri ljudeh maksimalni predpisan odmerek približno 22 mg/kg telesne mase, predpisana maks. dovoljena doza vmesnih izdelkih pa je 200 ppm. Pod določenimi pogoji, zlasti med kuhanjem, nitriti v mesu lahko reagirajo z razgradnimi produkti aminokislin tako, da tvorijo nitrozamine, ki so znani kot rakotvorne snovi.
Nitrit dokazujemo z Griessovo reakcijo, pri kateri nastane rdeče azo barvilo, ko NO2 reagira z sulfanilno kislino in naftilaminom v prisotnosti kisline. Številne bakterije lahko reducirajo nitrite v dušikove okside ali amonijak.

## Organski nitriti
V organski kemiji so nitriti estri dušikove kisline in predstavljajo nitrozno funkcionalno skupino. Imajo splošno formulo RONO, v kateri se R - arina ali alkil skupina. Amil nitrit se uporablja v medicini za zdravljenje bolezni srca.
Nitrite se ne sme zamenjati z nitrati, s soljo dušikove kisline, kljub temu da imajo podobno formulo RNO2. V teh spojinah je R skupina pripiše dušiku namesto kisiku. Nitritov anion NO2- ne smemo zamenjati z nitritovim kationom NO2+.

## Uporaba v prehrambeni industriji
Nitrite se lahko uporablja kot konzervanse v sledeči prehrani; suhomesnih izdelkih (svežih,kuhanih), pršutih (sveži, kuhani), delno konzerviranih in nesteriliziranih izdelkih (mortadela), v konzervah steriliziranih, prekajenem mesu, v žitu, ribah.
Pravilnik CEE 80/778 z dnem 17 julijem 1980 dovoljuje zapakiranim izdelkom dodatek natrijevega nitrita (E250) samo z NaCl in kalijev nitrit (E249) v dovoljeni meri 150 mg/kg. Dovoljuje tudi uporabo kot rezerva natrijev nitrat (E251) in kalij (E252) v dovoljenih mejah 250 mg/kg.
Znanstveni inštitut za prehrano Evropske komisije je presodil in sprejel dovoljeno dnevno dozo nitritov 0,006 mg/kg telesne teže in 3,7 mg/kg za nitrate.
Inštitut FAO-OMS je predpisal dnevno dozo nitritov od 0 do 0,1 mg/kg telesne teže.